# Mathod
Mathod est une commune suisse du canton de Vaud, située dans le district du Jura-Nord vaudois.

## Histoire
Mathod était situé à l'embranchement pour Pontarlier de la route romaine Orbe-Avenches. Des vestiges (tuiles et chaux) d'un probable établissement romain y furent découverts. Mathod fut mentionné en 1141 sous le nom de Mastod. Au Moyen Âge, la localité dépendit de l'abbaye du Lac de Joux, puis fut rattachée à la seigneurie de Champvent et enfin à celle de la Mothe. Elle fit partie du district d'Yverdon de 1798 à 2007.
L'église de Mathod (Saint-Martin), filiale de la paroisse de Saint-Christophe, fut paroissiale entre 1285 et 1558, puis annexe de Champvent. Agrandie en 1738, désaffectée en 1938, elle a été remplacée par un nouvel édifice construit à l'entrée du village (avec une œuvre du peintre Louis Rivier). Le château date de l'époque bernoise ; son corps principal (XVIIe siècle) s'est agrandi, au XVIIIe siècle, de deux ailes et d'un grand escalier couvert d'inspiration palladienne. Longtemps commune purement agricole, Mathod a bénéficié de l'assèchement des marais de la plaine de l'Orbe pour se spécialiser dans les cultures maraîchères. Elle a retrouvé son dynamisme au début du XXIe grâce à sa situation entre les sorties des autoroutes A1 et A9 (développement du commerce et de l'artisanat).

## Géographie
Mathod se situe dans la plaine du Mujon, affluent de la Thièle par le lac de Neuchâtel.

## Patrimoine bâti
Le château du XVIIIe siècle ainsi que ses dépendances sont inscrits comme biens culturels suisses d'importance nationale.
Temple protestant (rue de Suscévaz), 1937, par l'architecte Paul Lavenex avec vitraux contemporains de Casimir Reymond.

## Population

### Gentilé et surnom
Les habitants de la commune se nomment les Mathoulons (variation : Matholans) ou les Matous.
Ils sont surnommés lè Cassa-pyou (les casse-poux en patois vaudois),.

## Liens externes

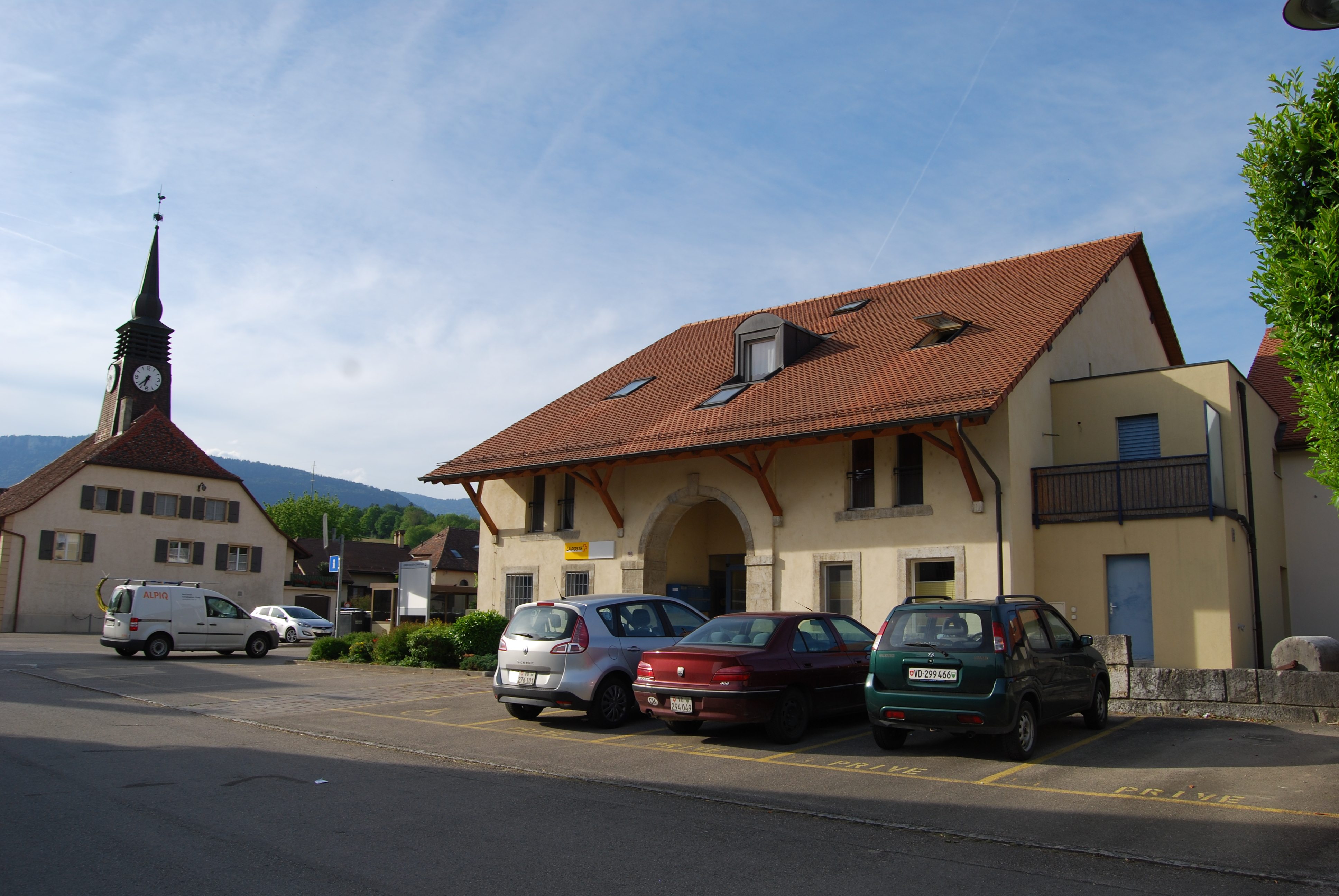
Mathod.

### Démographie
Mathod compte 40 feux en 1416 puis 229 habitants en 1764, 350 en 1803, 382 en 1850, 358 en 1900, 368 en 1950, 459 en 2000 et 684 au 31 décembre 2022.